# Çobanyıldızı, Pülümür
Çobanyıldızı là một xã thuộc huyện Pülümür, tỉnh Tunceli, Thổ Nhĩ Kỳ. Dân số thời điểm năm 2010 là 38 người.